# Praia do Beliche
Praia do Beliche
A Praia do Beliche é uma praia de mar com vigilância balnear na freguesia de Sagres, município de Vila do Bispo, nas proximidades do Cabo de São Vicente e da praia do Tonel.
É constituída por um areal, situada no fundo de uma pequena baía escavada na falésia, sendo muito procurada pelos surfistas. Trata-se de uma praia muito tranquila. O acesso é feito por uma longa escadaria Dispõem de equipamento de apoio.
O acesso é feito pela Estrada Nacional 268, que liga Sagres ao Cabo de São Vicente, sendo realizado por escada na falésia.
É utilizada para surf, com onda direita buracosa, curta e com muito "power". Funciona até 3m e o vento norte/noroeste é off shore.